# 阿莱讷-梅尔维利耶
阿莱讷-梅尔维利耶（法語：Allaines-Mervilliers，法語發音：[alɛn mɛʁvilje]）是法国厄尔-卢瓦省的一个旧市镇，属于沙特尔区。阿莱讷-梅尔维利耶于1972年由原市镇阿莱讷（Allaines）和梅尔维利耶（Mervilliers）合并而成。2019年，阿莱讷-梅尔维利耶与临近的2个市镇合并为新市镇博斯地区让维尔。

## 地理
阿莱讷-梅尔维利耶（48°12'17"N, 1°49'28"E）面积22.22 平方千米，位于法国中央-卢瓦尔河谷大区厄尔-卢瓦省，该省份为法国北部内陆省份，北起顺时针与厄尔省、伊夫林省、埃松省、卢瓦雷省、卢瓦-谢尔省、萨尔特省和奧恩省接壤。
与阿莱讷-梅尔维利耶接壤的市镇（或旧市镇、城区）包括：让维尔、蒂耶勒佩讷、上巴佐什、热米尼翁维尔。

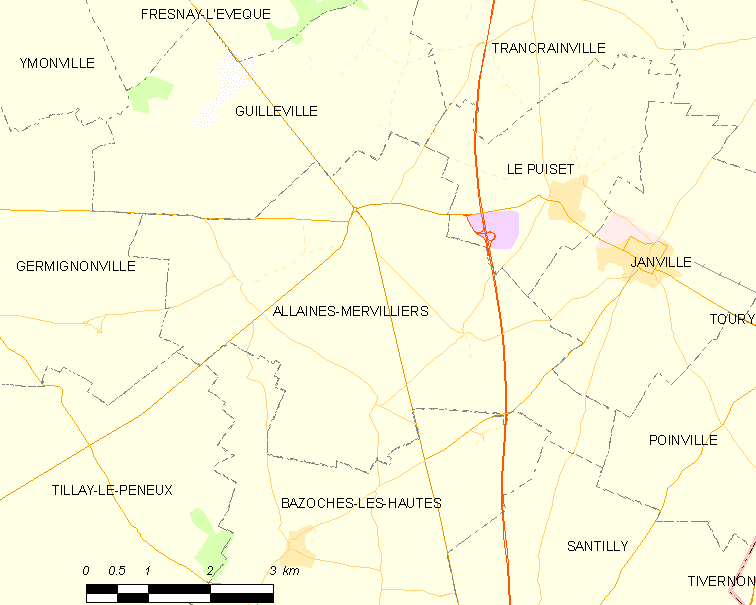
阿莱讷-梅尔维利耶的OSM定位图

阿莱讷-梅尔维利耶的时区为UTC+01:00、UTC+02:00（夏令时）。

## 行政
阿莱讷-梅尔维利耶的邮政编码为28310，INSEE市镇编码为28002。

## 政治
阿莱讷-梅尔维利耶所属的省级选区为莱维拉日沃韦安县。

## 人口

1962-2008年间阿莱讷-梅尔维利耶人口变化图示

阿莱讷-梅尔维利耶于2018年1月1日时的人口数量为303人。